# Edward Edwards (Bibliothekar)
Edward Edwards (* 14. Dezember 1812 in Stepney, London; † 7. Februar 1886 in Niton, Isle of Wight) war ein britischer Bibliothekar, (Bibliotheks-)Historiker und Biograph.

## Leben

### Kindheit und Jugend
Edward Edwards war Sohn des Bauunternehmers Anthony Turner Edwards und wurde im Alter von 14 Jahren als Lehrling in den väterlichen Betrieb aufgenommen. Sonst ist von Edwards’ Jugend wenig bekannt, außer dass er Privatunterricht von George Abbott erhielt und mit demselben auch an einem Lesekreis für deutschsprachige Literatur teilnahm. Es lässt sich jedoch annehmen, dass Edwards in der King’s Weigh House Kapelle, die er regelmäßig zu besuchen pflegte, mit den radikalen Gedanken des dortigen Geistlichen Thomas Binney in Kontakt kam, der sich unter anderem stark gegen die Sklaverei auflehnte.
Als das Unternehmen seines Vaters im Jahr 1832 in die Insolvenz geriet, nahm Edwards kleine Schreib- und Rechercheaufträge an, die anscheinend seine einzige Einkommensquelle darstellten. In dieser Zeit trat er auch der Society of Wranglers, die sich als eine Art radikaler Diskussionsklub für Literatur und Kunst verstand, bei. Unter den anderen Mitgliedern befanden sich der Architekt George Godwin, sowie die Geschwister Henry und Margaretta Hayward. Der Austausch innerhalb dieser Gesellschaft weckte in Edwards ein reges Interesse für Bildung, Bibliothekswesen und Handwerkskunst.

### Erste Publikationen und politisches Engagement
Im Jahr 1836 veröffentlichte Edwards ein anonymes Pamphlet, in dem er die Zugangsbeschränkungen an Universitäten verurteilte und das Ideal einer frei zugänglichen universitären Bildung entwarf. Wenig später folgte ein offener Brief an den Politiker Benjamin Hawes, der im Vorjahr an einem Parlamentsausschuss zum British Museum beteiligt gewesen war. Die zahlreichen Verbesserungsvorschläge für die Museumsbibliothek sorgten für Aufsehen, nicht zuletzt die Anregung, man möge diese durch längere Öffnungszeiten einem breiteren Publikum zugänglich machen. Das enorme Interesse an dem Brief machte 1839, als Edwards eine Stelle als Katalogisierer im British Museum antrat, eine zweite Auflage nötig.
1837 unternahm Edwards eine Reise nach Frankreich und recherchierte dort über Achille Collas’ Methode zur Gravur von Medaillons und ähnlichen Gegenständen. Bei seiner Rückkehr nach England wurde Edwards von dem reichen Australier James Macarthur angeworben, die Recherchen für eine geplante Beschreibung von New South Wales durchzuführen. Obwohl er im fertigen Werk nicht namentlich erwähnt wird, stammen vermutlich große Teile desselben von Edwards selbst.
Ebenfalls 1837 publizierte Edwards eine kunsthistorische Abhandlung zu den Siegeln britischer Könige, die den Zeitraum von Eduard dem Bekenner bis Wilhelm IV. abdeckt und Kupferstiche der betreffenden Siegel enthält. Dies kann als Zeichen einer Art künstlerischen Wende gesehen werden, die mit Edwards’ Mitbegründung der Art Union of London im Jahr 1837 einherging. Diese Phase währte allerdings nur kurz, da Edwards im Jahr 1840 wegen der Veruntreuung von Geldern der Art Union zum unehrenhaften Verlassen derselben gezwungen war.

### Bibliothek des British Museum (1839–1850)
1838 wandte sich Edwards erneut mit seinen Verbesserungsvorschlägen an die Bibliothek des British Museum (heute: British Library), diesmal aber in einem persönlichen Brief an Antonio Panizzi, der dort seit 1837 als Keeper of Printed Books fungierte. Der Brief hatte zur Folge, dass Edwards im Jahr 1839 als zusätzlicher Assistent in der Abteilung für Drucke angestellt wurde. Dort war er auch Teil einer fünfköpfigen Arbeitsgruppe, bestehend aus Panizzi selbst, John Winter Jones, Thomas Watts, John Humffreys Parry und Edwards, die an der Entwicklung eines neuen Bibliothekskataloges arbeitete. Abgesehen davon war es Edwards’ Aufgabe, die Sammlung von George Thomason zu katalogisieren, die wertvolle Dokumente aus der Zeit des Englischen Bürgerkriegs, des Commonwealth of England und der Restauration enthält und noch heute in der British Library zugänglich ist.
Am 11. Juni 1844 heiratete Edwards seine Verlobte Margaretta Hayward, die er in der Society of Wranglers kennengelernt hatte.
In den späten 1840er Jahren wandte sich Edwards der Statistik und vergleichenden Bibliothekswissenschaft zu. Die Ergebnisse seiner privaten Forschung, die er zum Leidwesen seiner Vorgesetzten während der Arbeitszeit durchführte, veröffentlichte Edwards in der britischen Literaturzeitschrift Athenaeum. Es stellte sich jedoch bald heraus, dass Edwards’ Publikationen meist irreführend und womöglich absichtlich manipulativ waren. Thomas Watts, Kollege und gleichzeitig größter Gegner von Edwards, veröffentlichte daraufhin seinerseits Briefe im Athenaeum, in denen er unter dem Pseudonym Verificator die Schwächen von Edwards’ Forschungsergebnissen aufzeigte. Dies minderte jedoch nicht das Interesse des Abgeordneten William Ewart, den Edwards bereits aus der Art Union of London kannte und der 1850 im Parlament den Public Libraries Act durchsetzte. Im selben Jahr wurde Edwards wegen mangelnder Arbeitsmoral von der British Library entlassen und erhielt eine Stelle an der ersten frei zugänglichen Bibliothek, die aufgrund des Public Libraries Act gegründet wurde.

### Manchester Free Library (1850–1858) und Rückkehr zur Wissenschaft
Kurz nach seiner Kündigung am British Museum wurde Edwards die Leitung der Manchester Free Library angeboten. Dort entwickelte er einen klassifizierten Katalog, den er 1850 in einem Brief an Sir John Potter veröffentlichte. Dennoch machte sich Edwards auch hier bei der Leitung unbeliebt, indem er die Bibliothek nur selten persönlich aufsuchte, jedoch das offizielle Briefpapier für die Pflege seiner privaten Recherchen nutzte.
Nachdem Edwards nun schon aus zwei Bibliotheken entlassen worden war, wandte er sich zunächst wieder der Wissenschaft zu. Er schrieb einige Artikel für die achte englischsprachige Ausgabe der Encyclopædia Britannica und veröffentlichte eine Biographie von Sir Walter Raleigh. Bei letzterer hatte Edwards das Pech, dass sie nahezu zeitgleich mit der Raleigh-Biographie des Journalisten James Augustus St. John auf den Markt kam. Kritiker befanden, dass jede der beiden Biographien die Schwachstellen der jeweils anderen ausglich und lobten Edwards’ Werk hauptsächlich für den zweiten Band, der Raleighs Briefe enthielt.

### Bibliothek des Queen’s College (1870–1876) und Bodleian Library (1877–1883)
Von 1870 bis 1876 war Edwards an der Bibliothek des Queen’s College in Oxford angestellt, um diese zu katalogisieren. Es scheint eine der glücklichsten Zeiten seines Lebens gewesen zu sein, die jedoch durch den Tod seiner Frau im Jahr 1876 jäh unterbrochen wurde. Bei der Gründung der Library Association (heute: Chartered Institute of Library and Information Professionals) im Jahr 1877 wurde Edwards als Präsident vorgeschlagen, musste aber aufgrund seiner zunehmenden Gehörlosigkeit ablehnen. Dennoch begann Edwards im selben Jahr, trotz nachlassender Kräfte bei der Bodleian Library zu arbeiten.
1882 wurde Edwards zum Ehrenmitglied der Library Association gewählt. Im selben Jahr wurde der 70-Jährige gebeten, die Artikel Newspapers und Post Office für die neunte englischsprachige Ausgabe der Encyclopædia Britannica zu revidieren. Ein Jahr später endete auch Edwards’ letzte Anstellung, da sich die Bodleian Library aufgrund wirtschaftlicher Engpässe sein Gehalt nicht mehr leisten konnte.

### Letzte Jahre
Nach seiner Kündigung im Jahr 1883 setzte sich Edwards in dem Dorf Niton (Isle of Wight) zur Ruhe. Nachdem er seine Miete nicht mehr zahlen konnte und vor die Tür gesetzt wurde, nahm ihn der baptistische Prediger John Harrison gratis bei sich auf. Im November 1885 verirrte sich Edwards bei einem seiner ausgedehnten Spaziergänge und wurde erst nach mehreren Tagen in einem Zustand von Hypothermie gefunden. Seither litt Edwards unter Lungenentzündung.
Am Morgen des 7. Februar 1886 wurde Edwards schließlich tot aufgefunden und drei Tage später im lokalen Friedhof begraben. Das Grab blieb unbezeichnet, bis Edwards’ Biograph Thomas Greenwood im Jahr 1902 ein Denkmal an der Stelle errichten ließ.